# Klismaphilie

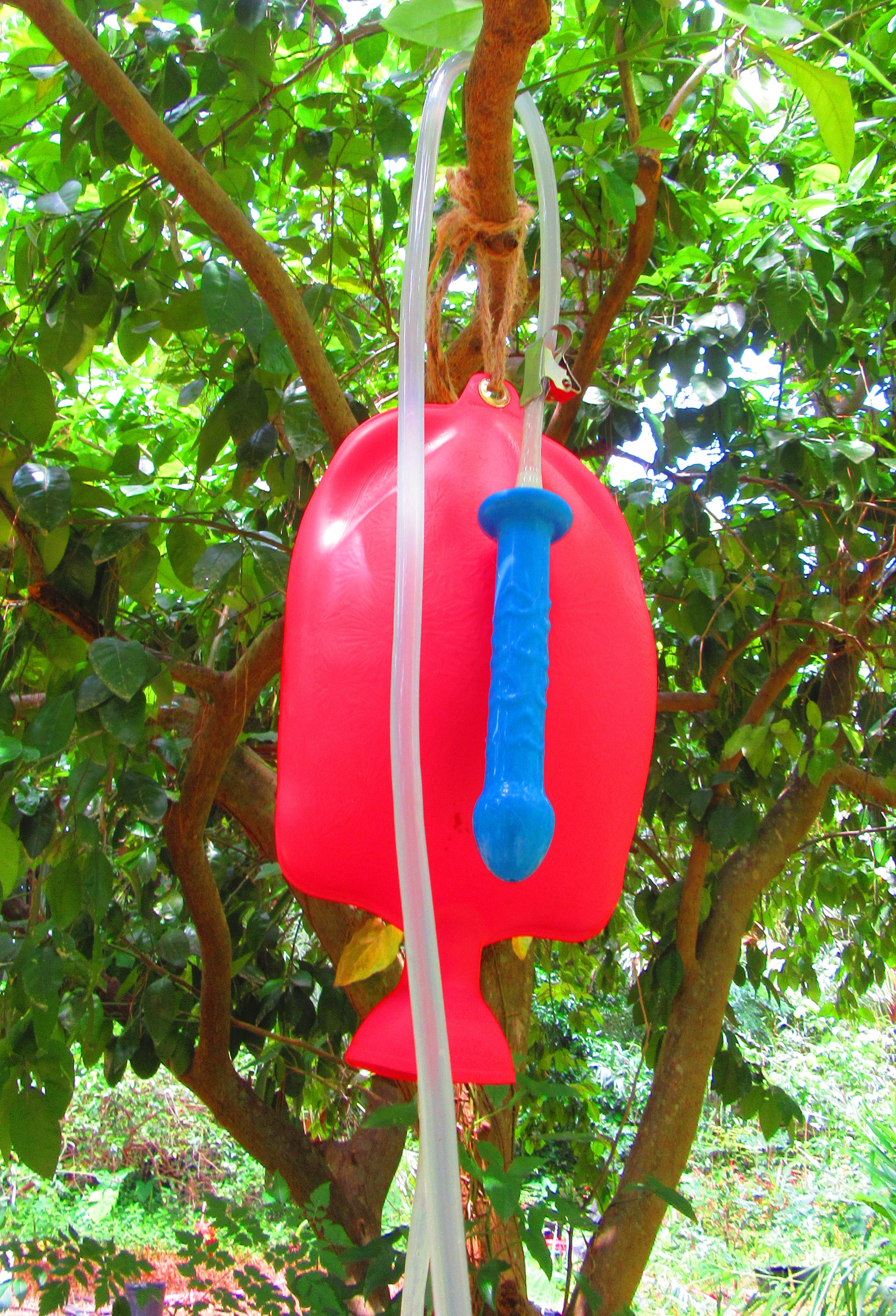
Ein gefüllter 5-Liter Einlaufbeutel verbunden mit einem gebohrten Dildo als Ansatzrohr, beide weitaus größer als die in der Medizin verwendeten

Klismaphilie (wörtlich „Liebe zu Einläufen“), alternative Schreibweise Klysmaphilie, ist die sexuelle Vorliebe für Einläufe. Klismaphile Personen werden durch das Erhalten oder Verabreichen von Einläufen sexuell erregt.
Das Phänomen der Klismaphilie wird meist damit erklärt, dass es sich beim Einlauf um eine Form der analen Penetration handelt (vgl. Analverkehr und Butt-Plug); hinzu kommen Elemente der Klinikerotik und des BDSM.
Eine Variante ist der Alkoholeinlauf, bei dem Alkohol rektal verabreicht wird, um schnell ohne „Fahne“ betrunken zu werden.